# 布利斯·高祖
布利斯·高祖（英語：Boris Kodjoe；1973年3月8日—），是一位美國男演員和製片人及前任模特兒，他因在2002年的電影《巧克力甜心》中飾演凱爾比·道森（Kelby Dawson）一角而知名，另外他也參與其他知名作品如《惡靈古堡4：陰陽界》、《惡靈古堡5：天譴日》、《獵殺代理人》以及《好萊塢人夫日記》等。

## 簡介
布利斯生於維也納，父母在他6歲時離婚，在德國佛萊堡長大。布利斯有一名弟弟叫做派崔克·高祖（Patrick Kodjoe）和兩個姊妹分別叫做娜嘉·高祖（Nadja Kodjoe）和蘿拉·高祖（Lara Kodjoe）。布利斯身高為193公分。

## 個人生活
布利斯娶了與他共同演出電視劇《靈魂大捕貼》的女演員妮可·艾瑞·派克，兩人並於2005年5月21日在德國貢德爾芬根結婚。2005年3月他們生下了一位女兒，而他們的女兒在出生時被診斷出患有脊柱裂（Spina bifida）；2006年10月他們又生下了一位兒子。他們目前居住在美國加利福尼亞州的洛杉磯。
此外，布利斯能說流利的語言是英語、德語、法語以及一點西班牙語。

## 外部連結
- 布利斯·高祖在互联网电影资料库（IMDb）上的資料（英文）
- 布利斯·高祖的X（前Twitter）
- 布利斯·高祖的Instagram帳戶